# فلوران دانيال براتو
فلوران دانيال براتو (بالإنجليزية: Da Brat) هي مغنية وموسيقية ورابر وممثلة أمريكية، ولدت في 14 أبريل 1974 بشيكاغو في الولايات المتحدة.

## أعمال

### أفلام
- (1996) كازام
- (2001) لمعان

## وصلات خارجية
- فلوران دانيال براتو على موقع IMDb (الإنجليزية)
- فلوران دانيال براتو على موقع ألو سيني (الفرنسية)
- فلوران دانيال براتو على موقع ميوزك برينز (الإنجليزية)
- فلوران دانيال براتو على موقع أول موفي (الإنجليزية)
- فلوران دانيال براتو على موقع قاعدة بيانات الأفلام السويدية (السويدية)
- فلوران دانيال براتو على موقع إن إن دي بي (الإنجليزية)
- فلوران دانيال براتو على موقع أول ميوزيك (الإنجليزية)
- فلوران دانيال براتو على موقع أول ميوزيك (الإنجليزية)
- فلوران دانيال براتو على موقع ديسكوغز (الإنجليزية)
- فلوران دانيال براتو على موقع ديسكوغز (الإنجليزية)